# Tinahely
Tinahely (irisch Tigh na hÉille) ist ein Dorf im County Wicklow im Osten der Republik Irland. Die Einwohnerzahl Tinahely wurde bei der Volkszählung 2022 mit 1037 Personen ermittelt.

## Lage
Tinahely liegt etwa 30 Kilometer nordnordöstlich von Enniscorthy und 35 Kilometer südwestlich von Wicklow am River Derry. Im Ort kreuzen die R747 von Aughrim nach Baltinglass mit der R749 nach Shillelagh. Durch den Ort führt der Fernwanderweg Wicklow Way.

## Geschichte
Der Legende nach soll Aidán von Ferns eine Kirche bei Preban errichtet haben. 
Die heutige Siedlung geht auf eine Neugründung Anfang des 19. Jahrhunderts durch William Fitzwilliam, 4. Earl Fitzwilliam, zurück, nachdem das Dorf 1798 vollständig niedergebrannt worden war. Die Fitzwilliams lebten in Coolattin House zwischen Shillelagh und Tinahely. 1843 wurde die St. Kevin’s Church errichtet.

## Sehenswürdigkeiten
- Das Market House von Tinahely
- Das Courthouse Arts Center ist eine Galerie im früheren Gerichtsgebäude

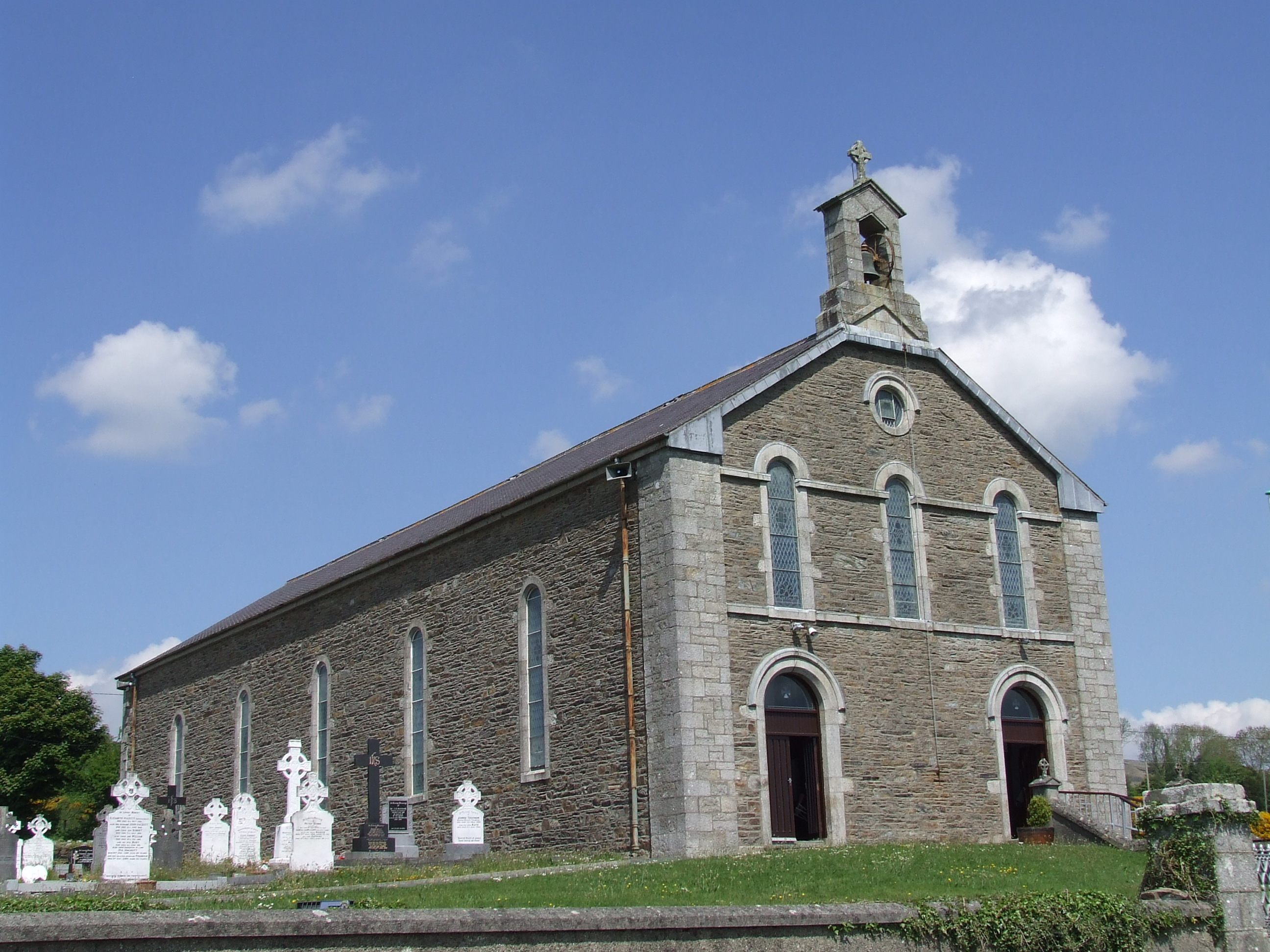
St. Kevin’s Church
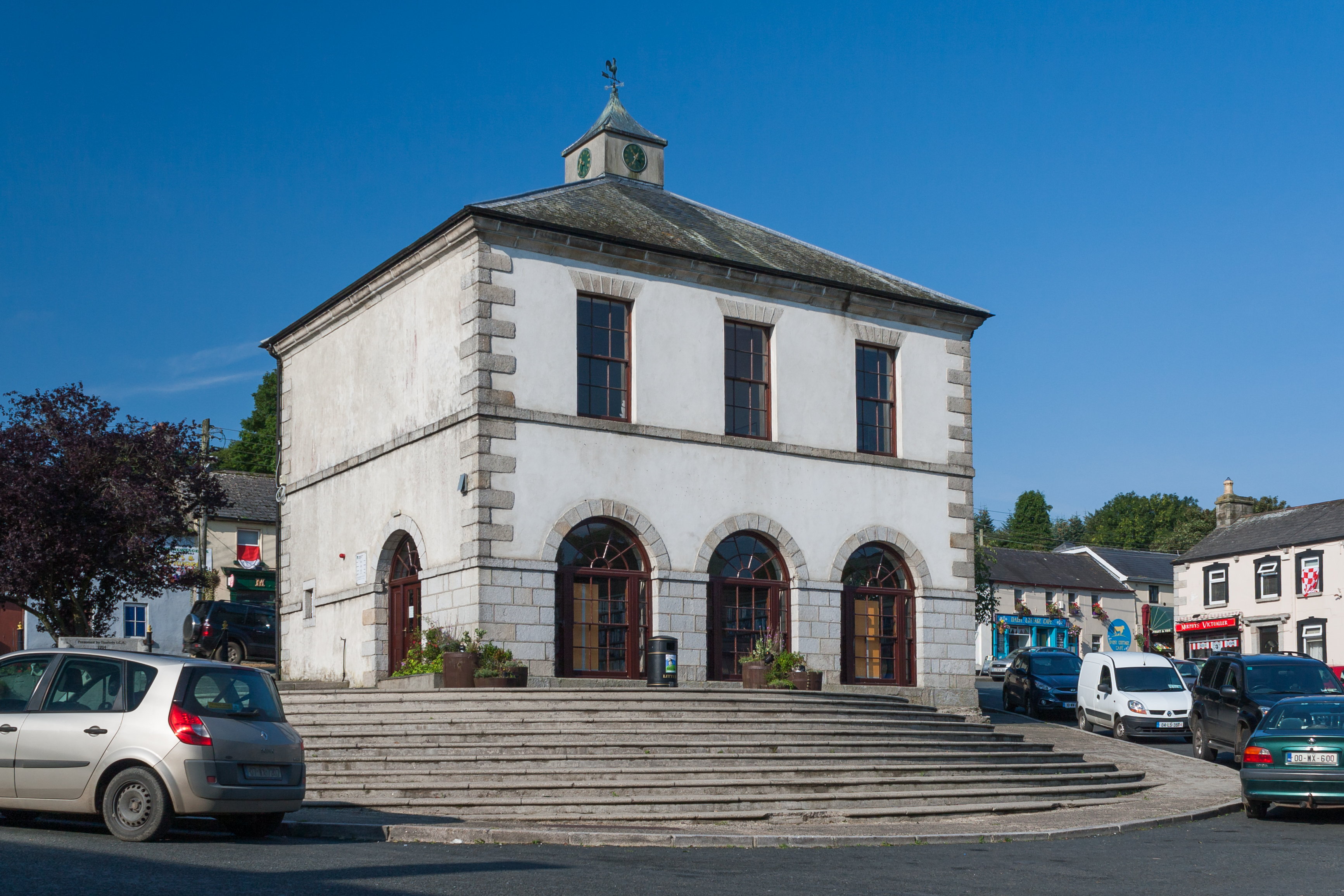
Market House

## Persönlichkeiten
- Noel Willoughby (1926–2006), anglikanischer Bischof von Cashel und Ossory
- Dermot Troy (1927–1962), Tenor